# Chaumot (Nièvre)
Chaumot település Franciaországban, Nièvre megyében. Lakosainak száma 164 fő (2022. január 1.). Chaumot Marigny-sur-Yonne, Pazy, Chitry-les-Mines, Corbigny, Germenay és Héry községekkel határos.

## Népesség
A település népességének változása:
| Lakosok száma | 173  | 163  | 164  | 158  | 158  | 160  | 163  | 162  | 164  |
|               | 2013 | 2015 | 2016 | 2017 | 2018 | 2019 | 2020 | 2021 | 2022 |